# فوميو ديمورا
فوميو ديمورا (باليابانية: 出村 文男) هو ممثل ومؤدي مشاهد خطيرة ياباني ولد بتاريخ 15 سبتمبر 1938 في يوكوهاما.

## أعماله
مثل في عدة أفلام منها نينجا وفتى الكاراتيه.

## وصلات خارجية
- فوميو ديمورا على موقع IMDb (الإنجليزية)
- فوميو ديمورا على موقع قاعدة بيانات الفيلم (الإنجليزية)